# أندريس فلوريس جاكو
أندريس فلوريس جاكو (بالإسبانية: Andrés Flores Jaco)‏ هو لاعب كرة قدم سلفادوري في مركز الدفاع، ولد في 20 يناير 1995 في سانتا آنا مونيسباليتي في السلفادور. لعب مع Santa Tecla F.C. ‏.

## وصلات خارجية
- أندريس فلوريس جاكو على موقع قاعدة بيانات كرة القدم.إي يو (الإنجليزية)
- أندريس فلوريس جاكو على موقع ناشيونال فوتبول تيمز (الإنجليزية)
- أندريس فلوريس جاكو على موقع Soccerway.com (الإنجليزية)